# جو كافين
خطأ لوا في mw.text.lua على السطر 25: bad argument #1 to 'match' (string expected, got nil).
جو كافين (بالإنجليزية: Joe Caven)‏ هو لاعب كرة قدم بريطاني في مركز الهجوم، ولد في 11 أكتوبر 1936 في كيركينتيلوخ في المملكة المتحدة. لعب مع برايتون أند هوف ألبيون وريث روفرز ونادي أردريونيانز ونادي ستيرلينغ ألبيون ونادي غرينوك مورتون.